# Shenxiu
Cette page contient des caractères spéciaux ou non latins. S’ils s’affichent mal (▯, ?, etc.), consultez la page d’aide Unicode.
 (juin 2017).
Si vous disposez d'ouvrages ou d'articles de référence ou si vous connaissez des sites web de qualité traitant du thème abordé ici, merci de compléter l'article en donnant les références utiles à sa vérifiabilité et en les liant à la section « Notes et références ».
Shénxiù ou Shen-hsiu (神秀) 607?-706, né Lǐ (李), originaire du Henan, fut considéré comme le sixième patriarche du bouddhisme Chan jusqu’à la seconde moitié du VIIIe siècle où Shenhui, disciple de Huineng, fut reconnu septième patriarche par l’empereur. Huineng remplaça alors Shenxiu dans la lignée officielle. Ce 'coup d’État' symbolise l’émergence du Chan dit du Sud, représenté par Huineng, et l’effacement de l’école du Nord représentée par Shenxiu, considéré comme son fondateur.  

## Biographie
Devenu moine en 625 au monastère Tiangong (天宮寺) de Luoyang, c’est à 48 ans que Shenxiu serait devenu disciple de Hongren. L’Histoire des moines du Lanka (楞伽人法志) de Xuanze, condisciple de Shenxiu, affirme que Hongren lui confia le Lankavatara Sutra, signe qu’il en faisait son successeur, alors que le Sūtra de l’Estrade assure que Huineng fut choisi. Dans la seconde moitié du VIIe siècle, la branche de l'école Lanka dite Dongshan, fondée par Daoxin et Hongren, connait un succès certain jusque dans le milieu de la cour. Son centre le plus actif est sur le mont Song où exerce Faru. En 677, Shenxiu fut chargé sur ordre impérial de porter l’enseignement de Dongshan au monastère Yuquan (玉泉寺) dans le Hubei. En 23 ans il y fit de nombreux disciples. En 700 il fut appelé à Luoyang par Wu Zetian qui le reçut avec le plus grand respect et le nomma Patriarche national (國師). Jusqu’à sa mort en 706, où on lui fit des funérailles solennelles, Shenxiu jouit de la faveur impériale, « Maître des deux capitales et de trois empereurs » (兩京法主 三帝國師) selon l'expression de Zhangshuo (張說 667-730). Puji lui succéda. 
L'école Dongshan, ultérieurement appelée école du Nord, sera ouvertement attaquée à partir de 734 par Shenhui, disciple de Huineng mort pour sa part discrètement en 713 près de Canton.

## L’opposition Shenxiu-Huineng
Shenxiu s’est vu arracher le titre du sixième patriarche après sa mort, et ses écrits n’ont pas perduré. Il est devenu dans le courant Chan un “faire-valoir” dont le rôle est surtout de mettre Huineng en valeur. Restituer la réalité de son enseignement demande des recherches, entamées au XXe siècle par l’érudit Hu Shi mais loin d’être achevées. Le style de la pratique contemplative de Shenxiu est souvent qualifié de gradualiste, en opposition avec celui de son condisciple Huineng qualifié de subitiste. Comme les termes "grand véhicule" et "petit véhicule", les mots "gradualiste" et "subitiste" sont en eux-mêmes neutres. L'efficacité dépend plutôt du niveau et de la capacité du pratiquant que de la méthode elle-même. Mais sur les deux styles bien distincts, il existe depuis plus de douze siècles des débats et des controverses quelquefois intransigeants. Le grand véhicule est en général préféré au petit, le moyen rapide au moyen lent, mais il existe aussi un point de vue selon lequel aucune méthode n’est fondamentalement meilleure, le choix dépendant des circonstances et de la personne. 
Deux poèmes, l’un attribué à Shenxiu, l’autre à Huineng, sont souvent donnés en exemple pour exposer la différence entre les points de vue gradualiste et subitiste.
Poème de Shenxiu:
"Mon corps est l'arbre de l'éveil,
Mon esprit est comme un clair miroir.
De tout temps, je m'efforce de l'essuyer
Pour qu'il ne soit pas couvert de poussière."
Selon le Sūtra de l’Estrade, pourtant représentatif du courant de Huineng, le cinquième patriarche Hongren apprécie ce poème et demande à tous ses élèves de le réciter et de le mettre en pratique. Il reconnaît la perspicacité de Shenxiu qui va droit au but en visant les deux éléments cruciaux que sont le “corps-acte” et l’ “esprit-pensée", sur lesquels beaucoup de travail doit être fait au cours de la pratique bouddhiste. Le corps et l’esprit étant bien contrôlés, le troisième élément “bouche-parole” sera automatiquement mis on ordre. C’est la raison pour laquelle le patriarche approuve son élève préféré ainsi que son entendement du dharma. Néanmoins, ce point de vue n’atteint pas la "grande sapience guidant à l’autre rive" (Mahāprajñāpāramitā) que prêche le bouddha Shākyamuni pour les bodhisattvas, ni la vérité ultime ou "nature de bouddha" (tathāgatagarbha). Shenxiu n’est pas en accord complet avec la quintessence de l’esprit Chan transmise en Chine par Bodhidharma, puisqu’il fait encore une place à des notions objectives telles que l’"arbre de l’éveil" et le "corps du miroir", qui l’empêchent de pénétrer l’essence vide de la nature des choses.
La compréhension de la nature des choses dont fait preuve son condisciple Huineng est considérée comme beaucoup plus profonde, comme en témoigne son poème :
Poème de Huineng
"L'éveil n'est pas un arbre,
Il n'y a pas non plus de miroir.
La nature-de-bouddha est toujours pure / Foncièrement aucune chose n'existe  ;
Où y aurait-il de la poussière ? " .
Huineng nie catégoriquement le point de vue de Shenxiu en transformant ses deux premiers vers en négation ; son expression est en parfaite conformité avec la métaphysique Chan. Le troisième vers exprime sa position fondamentale qui est conforme à la loi merveilleuse (saddhama), et le quatrième est une interrogation affirmative qui est beaucoup plus expressive qu’une négation simple. Ce poème représente l’idée qu’il faut dépasser l'attachement aux innombrables objets concrets, et même aller au-delà des concepts. Pour être vraiment libéré, il faut passer à un autre niveau de compréhension des choses, évoqué par le poème : celui où toutes les notions semblent impuissantes, inutiles. Ce niveau de compréhension auquel il est difficile d’attribuer un nom, c’est ce que Lao Zi （老子） appelle à contrecœur « la voie » (dào 道) et qu’il désavoue tout au début de son fameux classique La Voie et la Vertu  (Dàodéjīng 《道德經》): « La voie qu’on peut prononcer n’est pas la voie éternelle, le nom qu’on peut désigner n’est pas le nom permanent. ». Il s’agit bien là de la nature de bouddha (tathāgatagarbha) qui est à la fois innommable et impensable : « lorsqu’on en parle on a tort, quand on y pense c’est déjà faux ». Même pour citer la notion propre de «la nature de bouddha », on a besoin d’emprunter la manière explicative du Soutra du Diamant, « la nature de bouddha dont on parle n’est pas la nature de bouddha, donc on l’appelle la nature de bouddha ».
Shenxiu fut attaqué par Shenhui, disciple de Huineng, parce qu’il avait employé des métaphores imagées “indignes” du premier plan de la vérité, et sa méthode gradualiste fut généralement méprisée par la suite. Le désir de devenir bouddha en peu de temps l’emporta : « déposez le couteau du bourreau et devenez bouddha sur le champ », « vous êtes bouddha, vous n’avez qu’à l’avouer » etc. Cependant, cet avis n’est pas unanime dans le courant Chan. La légende chinoise explique d'ailleurs l’illumination subite du “campagnard illettré” qu’était Huineng par le fait qu’avant son existence historique, il avait déjà atteint la 7e Terre de bodhisattva. Certains estiment que si  Shenxiu s’est mal exprimé, cela ne veut pas dire qu’il n’est pas finalement arrivé à la compréhension de l’ultime vérité comme Huineng, et que leurs voies, si elles conviennent chacune à un "public" différent, sont toutes deux valables.